# Jesse Williams (herec)
Jesse Williams (* 5. srpna 1981 Chicago, Illinois, USA) je americký herec, režisér a producent. K jeho nejvýznamnějším rolím patří doktor Jackson Avery v seriálu Chirurgové. Hrál také ve filmech Sesterstvo putovních kalhot 2 a Chata v horách.

## Osobní život
Williams se narodil v Chicagu do učitelské rodiny. Jeho matka má švédský původ, jeho otec je Afroameričan. Má dva bratry. Na Temple University vystudoval obory Afroamerická studia a Filmové a mediální umění. Zpočátku pokračoval ve stopách svých rodičů a šest let učil na střední škole ve Filadelfii amerikanistiku, afrikanistiku a angličtinu.

## Kariéra

### Film, televize, divadlo
V roce 2006 se objevil v jedné epizodě seriálu Zákon a pořádek a hrál v seriálu Pláž Makaha. Pohyboval se také na divadelních prknech, neboť účinkoval v newyorském divadle Cherry Lane Theatre v inscenacích The American Dream a The Sandbox od dramatika Edwarda Albeeho.
Roku 2008 si zahrál vedlejší roli Lea ve filmu Sesterstvo putovních kalhot 2. Následně ztvárnil ve dvou epizodách seriálu Greek postavu Drewa Collinse.
Smlouvu ke své první hlavní filmové roli podepsal v roce 2008. Horor Chata v horách, v němž ztvárnil Holdena McCreu, se dočkal své premiéry o čtyři roky později.
V roce 2009 si zahrál roli Keya v pilotním díle seriálu The Washingtonienne, který produkovala Sarah Jessica Parker. Seriál však nebyl televizní stanicí objednán. Dále se objevil ve filmu Nejlepší z Brooklynu (2010).
Od roku 2009 působí v seriálu Chirurgové, kde hraje doktora Jacksona Averyho, chirurga nemocnice Mercy West. Poprvé se objevil v šesté řadě, od sedmé sezóny patří mezi hlavní postavy seriálu.
Roku 2013 hrál ve snímku Komorník.

### Ostatní
Během studia na vysoké škole krátce působil v modelingu. Předváděl pro firmy Kenneth Cole, L.L.Bean a Tommy Hilfiger.
V roce 2009 hrál ve videoklipu k písni „Russian Roulette“ zpěvačky Rihanny. O rok později se objevil ve videoklipu k písni „Fall in Love“ zpěvačky Estelle.
Dne 24. února 2012 se připojil k dalším známým osobnostem, včetně Kevina Harta, Commona, Ne-Yo a Javiera Colóna, a zúčastnil se basketbalového utkání celebrit. Williams hrál za tým západního pobřeží, který trénoval Kevin Durant.
Podle serveru BuddyTV obsadil v roce 2010 šesté místo v žebříčku nejvíce sexy mužů světa; o rok později se v témže hodnocení umístil na jedenácté příčce.

## Osobní život
Williams byl ženatý s realitní agentkou Aryn Drake-Lee, kterou si vzal 1. září 2012 v Los Angeles. Mají spolu dceru Sadie a syna Macea. V dubnu 2017 zažádal o rozvod, který byl dokončen v říjnu 2020.

## Filmografie

### Film
| Rok  | Název                         | Role                     | Poznámky |
| ---- | ----------------------------- | ------------------------ | -------- |
| 2008 | Sesterstvo putovních kalhot 2 | Leo                      |          |
| 2010 | Nejlepší z Brooklynu          | Eddie Quinlain           |          |
| 2012 | Chata v horách                | Holden McCrea            |          |
| 2013 | Komorník                      | James Lawson             |          |
| 2013 | They Die by Dawn              | John Taylor              |          |
| 2016 | Money                         | Sean                     |          |
| 2017 | Akordy na kordy               | Skyler                   |          |
| 2019 | Jacob's Ladder                | Isaac Singer             |          |
| 2019 | Snake and Mongoose            | Don "The Snake" Prudomme |          |
| 2019 | Selah and The Spades          | ředitel Banton           |          |
| 2019 | Random Acts of Violence       | Todd Walkley             |          |

### Televize
| Rok        | Název                          | Role              | Poznámky                                                                      |
| ---------- | ------------------------------ | ----------------- | ----------------------------------------------------------------------------- |
| 2006       | Zákon a pořádek                | Kwame             | díl: „America, Inc.“                                                          |
| 2006       | Pláž Makaha                    | Eric Medina       | 8 dílů                                                                        |
| 2008       | Greek                          | Drew Collins      | 2 díly                                                                        |
| 2009       | The Washingtonienne            | Keya              | pilotní díl                                                                   |
| 2009–dosud | Chirurgové                     | Dr. Jackson Avery | hlavní role (od 7. řady–dosud), vedlejší role (6. řada) také režisér (3 díly) |
| 2010       | Seattle Grace: Message of Hope | Dr. Jackson Avery | 6 dílů                                                                        |
| 2016       | The Eric Andre Show            | Sám sebe          | díl: „Jesse Williams; Jillian Michaels“                                       |
| 2018       | Most Expensivest               | Sám sebe          | díl: „Lights Camera Actio“                                                    |
| 2019       | Power                          | Kadeem            | díl: „Scorched Earth“                                                         |
| 2020       | Little Fires Everywhere        | Joe Ryan          | vedlejší role, 3 díly                                                         |
| 2020–dosud | Station 19                     | Dr. Jackson Avery | vedlejší role                                                                 |

### Hudební videa
| Rok  | Název                           | Umělec      | Poznámky |
| ---- | ------------------------------- | ----------- | -------- |
| 2006 | „When Your Heart Stops Beating“ | +44         |          |
| 2009 | „Russian Roulette“              | Rihanna     |          |
| 2010 | „Fall in Love“                  | Estelle     |          |
| 2017 | „Tell Me You Love Me“           | Demi Lovato |          |
| 2017 | „Legacy“                        | Jay-Z       |          |

### Videohry
| Rok  | Název                 | Role   | Poznámky |
| ---- | --------------------- | ------ | -------- |
| 2018 | Detroit: Become Human | Markus |          |

### Divadlo
| Rok  | Název       | Role           | Poznámky         |
| ---- | ----------- | -------------- | ---------------- |
| 2020 | Take Me Out | Darren Lemming | od 2. dubna 2020 |

## Ocenění a nominace
| Rok  | Ocenění                | Kategorie                                        | Práce      | Výsledek  |
| ---- | ---------------------- | ------------------------------------------------ | ---------- | --------- |
| 2011 | Young Hollywood Awards | nejlepší seriálový herec                         | Chirurgové | nominace  |
| 2015 | People's Choice Awards | nejlepší seriálový herec: drama                  | Chirurgové | nominace  |
| 2016 | Orlando Film Festival  | nejlepší obsazení                                | Money      | nominace  |
| 2016 | BET Awards             | Humanitarian Award                               |            | vítězství |
| 2016 | People's Choice Awards | nejlepší seriálový herec: drama                  | Chirurgové | nominace  |
| 2017 | Image Awards           | nejlepší seriálový herec ve vedlejší roli: drama | Chirurgové | nominace  |
| 2017 | People's Choice Awards | nejlepší seriálový herec: drama                  | Chirurgové | nominace  |
| 2018 | People's Choice Awards | nejlepší seriálový herec: drama                  | Chirurgové | nominace  |